# Super-Harvard-Architektur
Super-Harvard-Architektur ist der von Analog Devices geprägte Begriff für eine Modifikation der Harvard-Architektur in digitalen Signalprozessoren.
Die Erweiterung besteht darin, dass Befehle in einem Cache zwischengespeichert werden und der Befehlsbus für den Transfer von Operanden verwendet wird.
Zudem wird durch direkten Datentransfer zwischen dem Befehls- und Datenspeicher der Prozessor von dieser Aufgabe entlastet.

## Architektur
Die Super-Harvard-Architektur ist auf größeren Datendurchsatz optimiert und unterscheidet sich in wesentlichen Punkten von der klassischen Harvard-Architektur.
Viele Operationen benötigen zwei Operanden. Dies bedingt drei Buszugriffe, da sowohl der Befehl als auch die beiden Operanden benötigt werden. Um die Zahl der Buszugriffe zu reduzieren und zwei Busse zur Datenübertragung verwenden zu können, wird ein Cache für Befehle verwendet und der Befehlsspeicher auch für Daten verwendet.
Zunächst wird das Problem von aufeinanderfolgenden Zugriffen nur vom Daten- auf den Befehlsbus verlagert, aber durch das Zwischenspeichern des Befehls bleiben beim wiederholten Ausführen beide Busse für die Operanden frei. Der Vorteil des eingesparten Buszugriffs erhöht sich mit jeder Iteration.
Aus Verwendung des Befehlsspeichers für Daten ergibt sich das Problem der Übertragung der Daten in diesen Speicher. Die beiden Speicher wären entsprechend der Harvard-Architektur nur über den Prozessor miteinander verbunden. Eine Datenübertragung unter Einbeziehung des Prozessors würde jedoch die Optimierung durch den Befehlscaches zunichtemachen. Deshalb erfolgt die Datenübertragung zwischen den beiden Speichern mittels DMA.

## Prozessoren

### Analog Devices

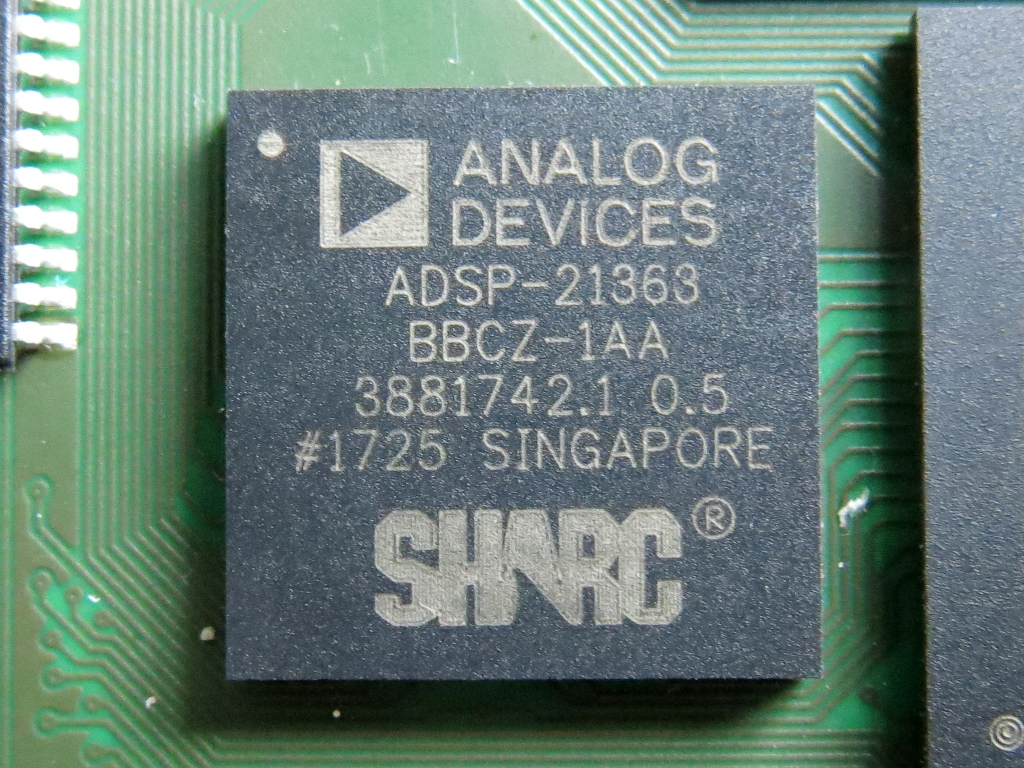
SHARC ADSP-21363

Die SHARC-Prozessoren von Analog Devices sind seit 1993 verfügbare 32-Bit-Gleitkomma-DSPs. Das von Analog Devices eingetragene Warenzeichen SHARC ist eine Kontraktion des Architekturnamens.
Zusätzlich zu den beiden grundlegenden Änderungen verfügt dieser Prozessor noch über einen doppelten Satz an Registern und Adressgeneratoren, so dass zwischen den Registern umgeschaltet werden kann. Das ermöglicht einen schnellen Wechsel zwischen zwei Aufgaben, ohne erst Befehl und Daten in die Speicher zurückschreiben und den neuen Befehl und die Daten holen zu müssen.
Weiter besitzt er sechs link ports, über die andere gleichartige Prozessoren Daten übermitteln und empfangen können. Zusammen mit dem ebenfalls eingebauten Zeitgeber ist er für Parallelverarbeitung von Daten durch mehrere Prozessoren geeignet.
Die SHARC-Prozessoren zielten ursprünglich auf rechenintensive Applikationen, die Mehrprozessorsysteme erforderten. Dieses Feld wird heute allerdings hauptsächlich von den sogenannten TigerSHARC-Prozessoren aus demselben Haus abgedeckt.

### Texas Instruments
Die TMS320C-Prozessorfamilie von Texas Instruments hat ebenfalls eine Super-Harvard-Architektur.